# リスター・ザ・シューティングスター
『リスター・ザ・シューティングスター』 (Ristar the Shooting Star) は、1995年にセガから発売されたメガドライブおよびゲームギア用横スクロールアクションゲーム。日本国外では『Ristar』のタイトルで発売された。
地球から遠く離れた6つの惑星からなるバルジ星系を舞台に、流れ星の子供・リスターを操作してエイリアン『貪欲王グリーディー』のところを目指す内容となっている。8方向に伸びる主人公の手によってあらゆる物を掴む事ができる事や幻想的な背景によるグラフィック表現などを特徴としている。
開発はソニックチームが行い、メガドライブ版のゲーム・デザインはメガCD用ソフト『ソニック・ザ・ヘッジホッグCD』（1993年）を手掛けた西野陽およびスーパー32X用ソフト『パラスコード』（1995年）を手掛けた新村岳史、音楽はメガドライブ用ソフト『アイラブミッキー&ドナルド ふしぎなマジックボックス』（1992年）を手掛けた佐々木朋子、キャラクター・デザインは後にドリームキャスト用ソフト『ソニックアドベンチャー』（1998年）以降のソニック（いわゆるモダンソニック）のデザインを手掛ける上川祐司が担当している。
メガドライブ版は2006年にWii用ソフトとしてバーチャルコンソールにて配信された他、2010年にWindows用ソフトとしてSteamにて、2017年にAndroidおよびiOS用ソフトとして配信された。その他、ゲームキューブ用ソフト『ソニック メガコレクション』（2002年）やPlayStation 2およびXbox用ソフト『ソニック メガコレクション プラス』（2004年）、PlayStation 3およびXbox 360用ソフト『ソニック アルティメット ジェネシスコレクション』（2009年）などのオムニバスソフトに収録された。
PlayStation 3およびXbox 360用ソフト『ソニック&オールスターレーシング トランスフォームド』（2012年）では、スタート合図の担当としてリスターが登場した。

## ゲーム内容

### システム
敵や物を掴みながら進んでいき、全7ラウンドをクリアしていく。各ラウンドは3つのエリアに分かれている。
エリア1・2ではゴール地点の右端に到達することでエリアクリアとなる。回転柱を使い、より高い位置でクリアすると高得点となる。
エリア3ではラウンドボスを倒すことでラウンドクリアとなる。
ライフが無くなると残りプレイヤー数が1減り、0になるとゲームオーバーとなる。クレジット数に応じてコンティニューが可能。残りプレイヤー数は1UPアイテムを取るか、スコア3万点を取るごとに1増える。これとは別に、リスターのライフを回復したり、スコアを上昇させるアイテムも存在する。
基本的な操作体形は、方向ボタンによる移動と、AまたはCボタンによるジャンプのほか、Bボタンの押下で腕を伸ばすことができる。Bボタンを長押しすると敵や物を掴むことができ、頭突きできるものに対しては、ボタンを離した際に自動的に頭突きをする。敵を倒すだけでなく、アイテムを入手したり、仕掛けを動かしたり、連続頭突きにより壁を登ったりすることもできるほか、空中で物をつかんだ際は方向ボタンの左右でブランコのようにリスターを振らせることができる。また、Bボタンで回転柱をつかんだ後、リスターが向いている方向にボタンを押すと加速し、最高速に達しリスターがキラキラと輝いている状態の時にBボタンを離すと、流星状態となって飛び出すことができる。
さらに、リスターが水中にいる場合は方向ボタンを押しながらCボタンを押すことで、泳ぐことができる。

### ボーナスエリア
ラウンド6までのエリア1・2のどこかに少し変わった回転柱が出現する地点がある。その回転柱に掴まるとボーナスエリアに進める。
ボーナスエリアは60秒以内にエリア内の宝箱を開け、お宝を手に入れることでクリアとなる。ボーナスエリア内で針に触れると時間経過が一時的に早くなる。
お宝は全部で12個存在し、獲得数に応じてゲームクリア後にパスワードが表示される。

## 設定

### ストーリー
地球から遠く離れところにあり、6つの惑星からなる星系「バルジ星系」は絶望の危機に瀕していた。
強大な力を持ち、貪欲で他人の幸せをみるとどんな手を使ってでもそれを手に入れ、幸せを奪われた人々が絶望するのを見るのが大好きなエイリアン「貪欲王グリーディー」が6つの惑星に手下を送り込んだのだ。
絶望し、怯えた人々は強く厳かに祈り、グリーディーからバルジ星系を救ってくれるよう流星に願った。
その願いは宇宙をさすらう流星の母「オールト」の元に届き、オールトはその願いを叶えるため1人の子ども「リスター」を生み、バルジ星系に向かわせた。
生まれたばかりの流星の子どもであるリスターはグリーディーを倒し、バルジ星系に幸せをもたらすことができるだろうか。

### ステージ構成
ラウンド1 緑の星「ニア」（PLANET NEER）
美しい緑に囲まれた惑星だっだが、現在は植物が異常繁殖し大森林と化している。
ラウンド2 水の星「リータウ」（PLANET LEATOW ）
豊潤な水が特徴の惑星だったが、水位を調節する穴に栓を打ち込まれてしまっており、星全体が水没してしまっている。
ラウンド3 火の星「オナクロブ」（PLANET ONACLOVE）
熱帯特有の極度の暑さに襲われている常夏の惑星。地下の人工火山工場により、より過酷な環境へと変わってしまった。
ラウンド4 音の星「ニュオス」（PLANET NEUOS）
美しい音に溢れた星だったが、美しい音を奏でる「音の源」がアウォーエックによって乱され、星中の音が混乱してしまった。
ラウンド5 冬の星「エリキキ」（PLANET ELYKIKI）
時々雪に見舞われる程度の気候が特徴であったが、イタモルにより惑星ごと氷漬けにされてしまった。
ラウンド6 力の星「リウォップ」（PLANET REWOPE）
グリーディーの側近達による人工ブラックホール研究の影響で重力がおかしくなり、様々な錯覚が生じるようになってしまった。
ラウンド7 人工ブラックホール「貪欲王城」（GREEDY FORTRESS）
全ての幸せを手に入れるために作られている完成間近の人工ブラックホール。

## 登場キャラクター

### リスター
主人公。流星の母『オールト』から人々の願いによって生まれた存在で、星の姿をしている。体の黒い部分は敏感で感じ取る能力に優れ、前面の表面を保護するためのカバーは硬質。腕は伸縮自在で握力が強い。硬質なカバーを活かして頭突きをして攻撃することができる。ある程度のスピードに達すると身体が流星になり、無敵状態になる。好奇心旺盛で無邪気な性格。なお、腕を伸ばして物をつかむ能力は、アレックスキッドの代わりとなるゲームが考案されているときに候補として挙げられたウサギの、「耳を伸ばしてアイテムを取る」という能力がもとになっている。

### ボスキャラクター
クグツ王 ライホー
- ラウンド1のボス。植物を司る妖精に憑き、植物を異常繁殖させている元凶。長い尻尾が特徴。

鉄頭王 オーサット
- ラウンド2のボス。水位を司る番人を牢に閉じ込め、水位調節室にてリスターを待ち構えている。

土竜王 アダハン
- ラウンド3のボス。人工火山工場の工場長。

音痴王 アウォーエック
- ラウンド4のボス。音の源を乱し、惑星の音に混乱をもたらした張本人。アウォーエックが気まぐれに奏でるメロディは住人たちの脳を直撃する。

猫舌王 イタモル
- ラウンド5のボス。機械でできた青い猫。氷菓子が好きで、熱い食べ物が苦手。海外版ではデザインが変更されている。

全力王 ウラニム
- ラウンド6のボス。グリーディーの側近。怪力を活かした攻撃でリスターに襲いかかる。

全知王 イノニス
- ラウンド6のボス。グリーディーの側近。ラウンド6ではクレーンを操作して、ラウンド7では「アイバー555」に乗って攻撃してくる。

貪欲王 グリーディー
- ラウンド7のボス。強大な力を持ち、貪欲で他人の幸せを見ると、どんな手を使ってでも奪い、人々が絶望するのを見るのが好きなエイリアン。

## 移植版
| No. | タイトル                                           | 発売日                                           | 対応機種                                           | 開発元          | 発売元                             | メディア                                                   | 型式                                                                     | 備考                                             | Ref.                     |
| --- | -------------------------------------------------- | ------------------------------------------------ | -------------------------------------------------- | --------------- | ---------------------------------- | ---------------------------------------------------------- | ------------------------------------------------------------------------ | ------------------------------------------------ | ------------------------ |
| 1   | ソニック メガコレクション                          | 2002年11月10日 2002年12月19日 2003年3月7日       | ゲームキューブ                                     | ソニックチーム  | セガ インフォグラム                | 8センチ光ディスク                                          | DOL-GSOE-USA DOL-GSOJ-JPN DOL-GSOP-EUR                                   | メガドライブ版の移植                             |                          |
| 2   | リスター・ザ・シューティングスター                 | 2004年3月5日                                     | Windows                                            | ソニックチーム  | セガ・ミュージック・ネットワークス | ダウンロード （セガゲーム本舗）                            | -                                                                        | メガドライブ版の移植                             | [ 3 ] [ 4 ] [ 5 ] [ 6 ]  |
| 3   | ソニック メガコレクション プラス                   | 2004年11月2日 2004年12月9日 2005年2月4日         | PlayStation 2 Xbox                                 | ソニックチーム  | セガ                               | DVD-ROM                                                    | PS2: SLUS-20917 SLPM-65758 SLES-52998 XB: SKU-64057 ZD6-00003 INL-X06002 | メガドライブ版の移植                             |                          |
| 4   | Sega Genesis Collection Sega Mega Drive Collection | 2006年11月7日 2007年2月2日                       | PlayStation 2 PlayStation Portable                 | Digital Eclipse | セガ                               | DVD-ROM                                                    | PS2: SLUS-21542 SLES-54333 PSP: ULUS-10192 ULES-00556                    | メガドライブ版の移植                             |                          |
| 5   | リスター・ザ・シューティングスター                 | 2006年12月2日 2006年12月4日 2006年12月15日       | Wii                                                | セガ            | セガ                               | ダウンロード （バーチャルコンソール）                      | MAGJ MAGE] MAGP                                                          | メガドライブ版の移植                             | [ 7 ] [ 8 ] [ 9 ] [ 10 ] |
| 6   | ソニック アルティメット ジェネシスコレクション     | 2009年2月10日 2009年2月20日                      | PlayStation 3 Xbox 360                             | Backbone        | セガ                               | BD-ROM DVD-ROM                                             | PS3: BLUS-30259 BLES-00475 XB360: 68034 384-40210                        | メガドライブ版の移植                             |                          |
| 7   | Sega Mega Drive Classic Collection Vol.2           | 2010年9月13日                                    | Windows                                            | セガ            | セガ                               | CD-ROM                                                     | -                                                                        | メガドライブ版の移植                             |                          |
| 8   | Ristar                                             | INT 2010年9月13日                                | Windows                                            | セガ            | セガ                               | ダウンロード (Steam)                                       | 34312                                                                    | メガドライブ版の移植                             |                          |
| 9   | Ristar                                             | INT 2017年8月9日                                 | Android iOS                                        | セガ            | セガ                               | ダウンロード                                               | -                                                                        | メガドライブ版の移植 2023年9月26日配信・販売終了 |                          |
| 10  | Sega Genesis Classics                              | 2018年5月29日 Switch 2018年12月7日 2018年12月6日 | Linux macOS PlayStation 4 Xbox One Nintendo Switch | d3t セガ        | セガ                               | ダウンロード(Steam) BD-ROM Nintendo Switch専用ゲームカード | -                                                                        | メガドライブ版の移植                             |                          |
| 11  | セガ メガドライブ for Nintendo Switch Online       | 2021年10月26日                                   | Nintendo Switch                                    | 任天堂 エムツー | 任天堂                             | ダウンロード                                               | -                                                                        | メガドライブ版の移植                             | [ 11 ]                   |
| 12  | Ristar                                             | 2022年10月27日                                   | SEGA Genesis Mini 2                                | エムツー        | セガ                               | プリインストール                                           | MK-16310                                                                 | メガドライブ版の移植                             |                          |

## スタッフ
メガドライブ版
- ゲーム・プランナー：西野陽、新村岳史
- チーフ・デザイナー：三宅拓巳
- キャラクター・デザイナー：上川祐司
- プラネット・デザイナー：茂木幸樹、岩沢一之、大岩幹治
- キャラクター・ボイス：はなだえりこ
- 音楽：佐々木朋子
- サウンド・プログラマー：久保田浩、小酒井順哉
- ボス・プログラマー：金子博政
- プレイヤー・プログラマー：吉田茂
- エネミー・プログラマー：ひらいなおみ
- エフェクト・プログラマー：松本卓也
- プロジェクト・ディレクター：中村篤彦
- アート・ディレクター：佐藤幸夫
- マニュアル・ディレクター：三井弘幸
- マニュアル・デザイナー：やはぎゆきこ
- マニュアル・ライター：中村千恵子
- テスト・プレイヤー：関根紀裕、橋本晴幸、八日市屋英樹
- スペシャル・サンクス：堀修、森田賢治、幡谷尚史、尾形雅史、浜田尚子、ありさかとしこ、てらじまりか、長谷川亮一
- プロデューサー：麻生宏、押谷眞、石井洋児、金成実

ゲームギア版
- ゲーム・プランナー、アート・ディレクター：NENCOO GUTOKU
- システム・プログラマー：ALICE KAGAMINO
- リスター・プログラマー：むらおかみか
- ボス・プログラマー：なかじまはるお
- エネミー・プログラマー：EZACHAN
- エフェクト・プログラマー：てづかまさみ
- デモ・プログラマー：HANAMOGERA.D
- キャラクター・デザイナー：FRANCIS.N、PIXY MONTY
- プラネット・デザイナー：MAUO.S、GENERAL KASUMI
- 音楽：LKJ.CHIKAYO（福田考代）、佐々木朋子
- サウンド・プログラマー：ひいらぎかずえ
- プロジェクト・ディレクター：CAPT. JINGUJI
- リード・テスター：マット・アンダーウッド
- アシスタント・リード・テスター：キャリー・カマーチョ、デヴィッド・ダッジ
- スペシャル・サンクス：NAG、BRYAN.M、WADACHI、TARACHAN、CHIKYUCHAN、NANA KUSUNOKI

## 評価
メガドライブ版
- ゲーム誌『ファミコン通信』の「クロスレビュー」では、7・7・7・8の合計29点（満40点）、『メガドライブFAN』の読者投票による「ゲーム通信簿」での評価は以下の通りとなっており、20.8点（満30点）となっている。

| 項目 | キャラクタ | 音楽 | お買得度 | 操作性 | 熱中度 | オリジナリティ | 総合 |
| 得点 | 3.9        | 3.4  | 3.2      | 3.4    | 3.2    | 3.6            | 20.8 |
- ゲーム本『メガドライブ大全』（2004年、太田出版）では、本作の特徴である「手を伸ばしてつかむ」というアクションがゲーム性だけではなく主人公のキャラクター性の表現にもなっていると称賛、またステージ構成に関しては全編に渡り細やかな気配りとアイディアが散見されると肯定的に評価、グラフィックに関しては「新世代機のグラフィックに見慣れた目にも新鮮な美しさ」と称賛、敵キャラクターに関しては「童話のキャラクターのようなどこか憎めない奴ばかり」と評価した。

ゲームギア版
- ゲーム誌『ファミコン通信』の「クロスレビュー」では、6・6・7・6の合計25点（満40点）となっている